# العلاقات السلوفاكية الشمال مقدونية
العلاقات السلوفاكية الشمال مقدونية هي العلاقات الثنائية التي تجمع بين سلوفاكيا وشمال مقدونيا.

## مقارنة بين البلدين
هذه مقارنة عامة ومرجعية للدولتين:
| وجه المقارنة                                              | سلوفاكيا                                                       | شمال مقدونيا                                               |
| --------------------------------------------------------- | -------------------------------------------------------------- | ---------------------------------------------------------- |
| المساحة (كم2)                                             | 49.03 ألف                                                      | 25.71 ألف                                                  |
| عدد السكان (نسمة)                                         | 5.44 مليون                                                     | 2.08 مليون                                                 |
| الكثافة السكانية (ن./كم²)                                 | 110.95                                                         | 80.9                                                       |
| العاصمة                                                   | براتيسلافا                                                     | إسكوبية                                                    |
| اللغة الرسمية                                             | اللغة السلوفاكية                                               | اللغة المقدونية، اللغة الألبانية                           |
| العملة                                                    | كرونة سلوفاكية، يورو                                           | دينار مقدوني                                               |
| الناتج المحلي الإجمالي (بليون دولار)                      | 95.77 مليار                                                    | 11.34 مليار                                                |
| الناتج المحلي الإجمالي (تعادل القوة الشرائية) بليون دولار | 162.34 مليار                                                   | 29.26 مليار                                                |
| الناتج المحلي الإجمالي الاسمي للفرد دولار أمريكي          | 16.09 ألف                                                      | 4.85 ألف                                                   |
| الناتج المحلي الإجمالي للفرد دولار أمريكي                 | 30.46 ألف                                                      | 16.25 ألف                                                  |
| مؤشر التنمية البشرية                                      | 0.844                                                          | 0.747                                                      |
| رمز المكالمات الدولي                                      | +421                                                           | +389                                                       |
| رمز الإنترنت                                              | .sk                                                            | .mk                                                        |
| المنطقة الزمنية                                           | توقيت وسط أوروبا، ت ع م+01:00، ت ع م+02:00، أوروبا/براتيسلافا ‏ | توقيت وسط أوروبا، ت ع م+01:00، ت ع م+02:00، أوروبا/سكوبيه ‏ |

## منظمات دولية مشتركة
يشترك البلدان في عضوية مجموعة من المنظمات الدولية، منها:
| علم المنظمة | اسم المنظمة                               | تاريخ انضمام سلوفاكيا | تاريخ انضمام شمال مقدونيا |
| ----------- | ----------------------------------------- | --------------------- | ------------------------- |
|             | مؤسسة التنمية الدولية                     | 1993                  | 25 فبراير 1993            |
|             | يونسكو                                    | 9 فبراير 1993         | 28 يونيو 1993             |
|             | وكالة ضمان الاستثمار متعدد الأطراف        | 1993                  | 19 مارس 1993              |
|             | الأمم المتحدة                             | 19 يناير 1993         | 8 أبريل 1993              |
|             | الاتحاد البريدي العالمي                   | ?                     | ?                         |
|             | البنك الدولي للإنشاء والتعمير             | 1993                  | 25 فبراير 1993            |
|             | الاتحاد الدولي للاتصالات                  | 23 فبراير 1993        | 4 مايو 1993               |
|             | منظمة حظر الأسلحة الكيميائية              | ?                     | ?                         |
|             | مؤسسة التمويل الدولية                     | 1993                  | 25 فبراير 1993            |
|             | المنظمة الأوروبية لسلامة الملاحة الجوية   | 1997                  | 1998                      |
|             | المركز الدولي لتسوية المنازعات الاستشارية | 26 يونيو 1994         | 26 نوفمبر 1998            |
|             | منظمة التجارة العالمية                    | ?                     | ?                         |
|             | منظمة الشرطة الجنائية الدولية             | ?                     | ?                         |
|             | منظمة الأمن والتعاون في أوروبا            | 1993                  | 12 أكتوبر 1995            |

## وصلات خارجية
- موقع وزارة الخارجية السلوفاكية